# Минченок, Полина
Поли́на Минчено́к (девичья фамилия — Степа́нова; род. 27 марта 1988, Ленинград) — российский режиссёр-аниматор, раскадровщик и сценарист.

## Биография
Родилась 27 марта 1988 года в Ленинграде.
С 1999 по 2004 год училась в художественном лицее Бориса Владимировича Иогансона при Академии художеств имени Ильи Ефимовича Репина.
Закончила гуманитарную гимназию № 586 в 2006 году.
С 2010 по 2013 год руководила детской анимационной мастерской «Letafy».
В 2012 году окончила Санкт-Петербургский государственный университет кино и телевидения по специальности «режиссура анимации» (мастерская Константина Эдуардовича Бронзита и Дмитрия Юрьевича Высоцкого), и в качестве дипломной работы она представила мультфильм по собственному сценарию «Морошка», который вышел три года спустя.
Также в 2012 году, Полина срежиссировала последнюю серию классического сериала «Смешарики» — «Как это было», совместно с её супругом и была занесена в титры как «Полина Степанова».

## Личная жизнь
- Супруг — Алексей Минченок (род. 4 ноября 1981, Омск) — режиссёр-мультипликатор, один из создателей и режиссёров мультсериала «Смешарики». Помогал Полине в создании мультфильма «Морошка».

## Фильмография

### Режиссёр
- 2012 — Смешарики (серия «Как это было»)
- 2015 — Морошка

### Сценарист
- 2015 — Морошка
- 2016 — У детей должен быть выбор
- 2019—2020 — Лекс и Плу. Космические таксисты

### Художник-постановщик
- 2015 — Морошка

### Художник-аниматор
- 2015 — Бегемот и компот

## Награды
- 3 марта 2016 — вручена анимационная премия «Икар» за мультфильм «Морошка»[3]
- 20 марта 2016 года — мультфильм «Морошка» был признан лучшим фильмом для детей на 21-м открытом российском фестивале анимационного кино в Суздале[4]
- 8 июля 2016 года — мультфильм «Морошка» получил диплом XXIV Международного детского кинофестиваля «Алые паруса „Артека“»[5]
- 13 июля 2016 — мультфильм «Морошка» вошёл в конкурсную программу XXІІI Международного фестиваля анимационных фильмов «КРОК»
- 6 ноября 2016 — лауреат кинофестиваля «Лучезарный ангел»
- 5 января 2017 — номинант на премию «Золотой орёл»
- 28 марта 2017 — лауреат фестиваля «MONSTRA» в Лиссабоне (среди трёх российских режиссёров)
- 10 сентября 2021 — вручена анимационная премия «Икар» за мультсериал «Лекс и Плу: Космические таксисты»[6]